# Orden del Águila Alemana
La Orden del Águila Alemana (en alemán: Verdienstorden vom Deutschen Adler) fue un premio del gobierno del Reich alemán, predominantemente a diplomáticos extranjeros. La Orden fue instituida el 1 de mayo de 1937 por Adolf Hitler. Dejó de otorgarse tras el colapso del Tercer Reich al final de la Segunda Guerra Mundial en Europa. El uso de la Orden del Águila Alemana está prohibido en la República Federal de Alemania.

## Historia

### Criterios
La Orden del Águila Alemana fue un premio diplomático y honorario otorgado a extranjeros prominentes, particularmente a diplomáticos, que se consideraban simpatizantes del nacionalsocialismo. 
Además de los premios a los no alemanes, el ministro de Asuntos Exteriores del Reich y el Protector del Reich de Bohemia y Moravia recibieron un 'Grado Especial' (Sonderstufe), con insignias idénticas a la Gran Cruz de la Orden. En consecuencia, el Ministro de Relaciones Exteriores, Konstantin von Neurath, recibió el Grado Especial de la Orden, con un premio adicional para Joachim von Ribbentrop por su nombramiento como Ministro de Relaciones Exteriores en 1938. En 1943, el Dr. Wilhelm Frick recibió el título especial después de convertirse en Reichsprotektor de Bohemia y Moravia.

## Apariencia y tipos

### Descripción

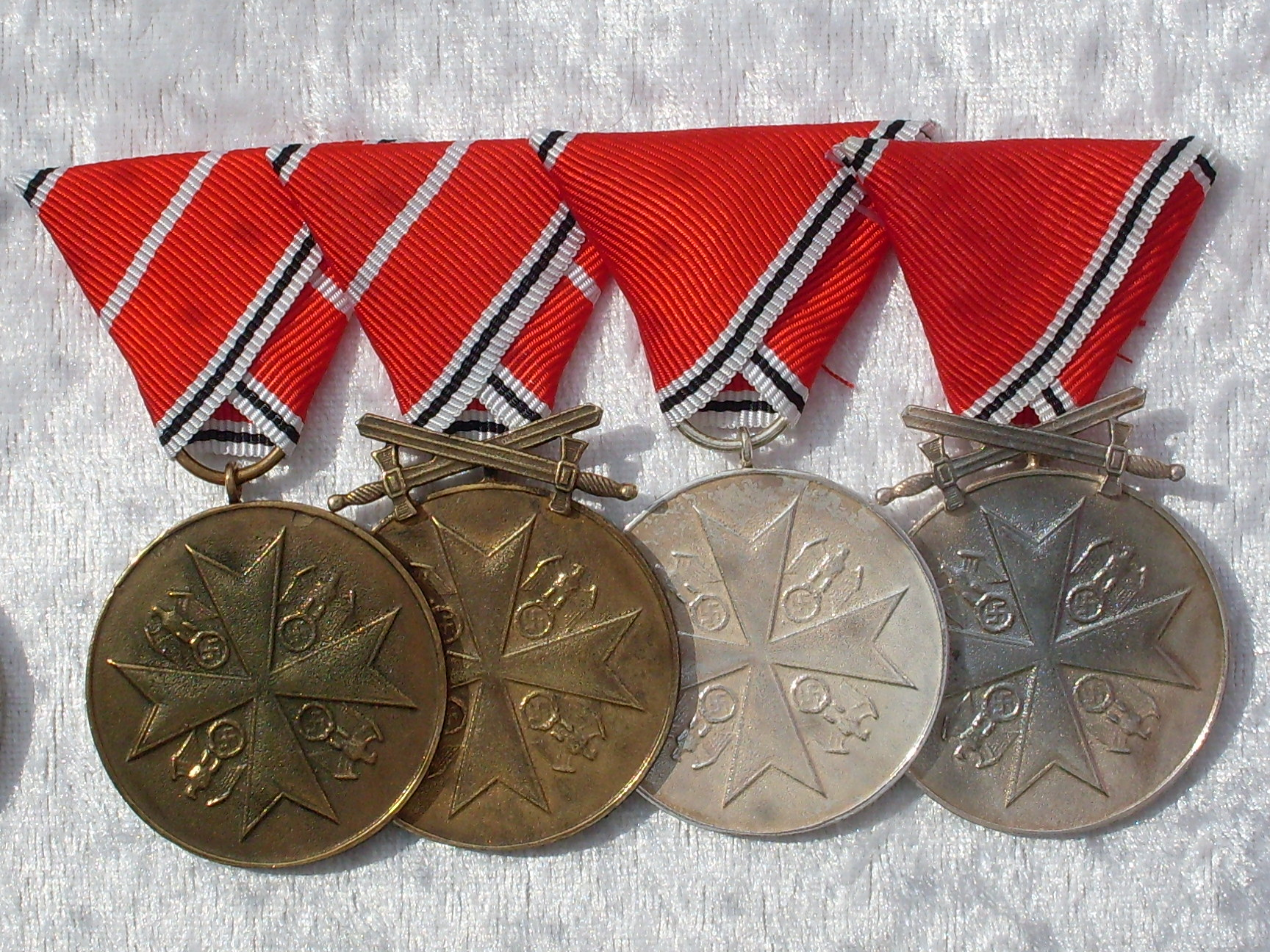
Distinciones de bronce y plata (con y sin espadas)

La Cruz se basa en la Cruz de Malta con águilas alemanas en cada esquina con una esvástica. Para los receptores militares, la Orden también presentaba espadas cruzadas. La cruz fue suspendida de un 46 mm cinta roja con rayas en negro, rojo y blanco. El premio, en las dos primeras clases, también llegó en forma de estrella de ocho puntas de plata u oro, con la correspondiente Cruz de Malta blanca y águilas de oro centradas. La apariencia general y el nombre de la Orden fue una imitación de la Orden Prusiana del Águila Negra, la Orden del Águila Roja y la Orden de San Juan (Bailía de Brandeburgo). 

### Clases
De 1937 a 1943, la orden se presentó en seis clases:
1. Gran Cruz de la Orden del Águila Alemana con estrella (Grosskreuz des Deutschen Adlerordens)
2. Orden del Águila Alemana con estrella (Deutscher Adlerorden mit Stern)
3. Orden del Águila Alemana de 1.ª clase (Deutscher Adlerorden, Erste Stufe)
4. Orden del Águila Alemana de 2.ª clase (Deutscher Adlerorden, Zweite Stufe)
5. Orden del Águila Alemana de 3.ª clase (Deutscher Adlerorden, Dritte Stufe)
6. Medalla Alemana al Mérito (Deutsche Verdienstmedaille)

También se le otorgó a Benito Mussolini una Gran Cruz única de la Orden del Águila Alemana en Oro con Diamantes (Grosskreuz des Deutschen Adlerordens in Oro und Brillanten) el 25 de septiembre de 1937.
El 27 de diciembre de 1943, la Orden se reorganizó en nueve clases:
1. Gran Cruz de la Orden del Águila Alemana en Oro con estrella (Goldenes Grosskreuz des Deutschen Adlerordens)
2. Gran Cruz de la Orden del Águila Alemana con estrella (Grosskreuz des Deutschen Adlerordens)
3. Orden del Águila Alemana de 1.ª clase (Deutscher Adlerorden, Erste Stufe)
4. Orden del Águila Alemana de 2.ª clase (Deutscher Adlerorden, Zweite Stufe)
5. Orden del Águila Alemana de 3.ª clase (Deutscher Adlerorden, Dritte Stufe)
6. Orden del Águila Alemana de 4.ª clase (Deutscher Adlerorden, Vierte Stufe)
7. Orden del Águila Alemana de 5.ª clase (Deutscher Adlerorden, Fünfte Stufe)
8. Medalla de Plata al Mérito (Silberne Verdienstmedaille)
9. Medalla de Mérito de Bronce (Bronzene Verdienstmedaille)

## Destinatarios

### Gran Cruz de la Orden del Águila Alemana en Oro con Diamantes
- Benito Mussolini

### Gran Cruz de la Orden del Águila Alemana en Oro con Estrella
La Gran Cruz de la Orden del Águila Alemana en Oro fue otorgada al menos quince veces:
- Ion Antonescu, jefe de personal del Ejército Rumano
- Rey Boris III de Bulgaria
- Galeazzo Ciano Conte di Cortelazzo, Italia
- Roberto Farinacci, Italia
- Francisco Franco, caudillo español, regente de facto de España y general (último titular de la Gran Cruz en el momento de su muerte en 1975).
- Dr. Wilhelm Frick, Reichsminister del Interior
- Heinrich Himmler, Reichsführer-SS
- Almirante Miklós Horthy, Hungría
- Mariscal de campo Carl Gustav Emil Mannerheim, comandante en jefe de las Fuerzas Armadas finlandesas
- Konstantin Freiherr von Neurath, Ministro de Asuntos Exteriores del Reich
- General Hideki Tojo, primer ministro japonés
- General Hiroshi Ōshima, embajador japonés
- Joachim von Ribbentrop, Ministro de Asuntos Exteriores del Reich
- Risto Ryti, presidente de Finlandia
- Mariscal de campo Plaek Pibulsonggram, primer ministro de Tailandia

### Gran Cruz
- Luang Praditmanutham (Pridi Banomyong), Ministro de Relaciones Exteriores de Tailandia, 1938.[4]
- Phya Rajawangsan, enviado tailandés extraordinario y ministro plenipotenciario a Alemania (con sede en Londres), 1938
- Julio Tobar Donoso, Ministro de Relaciones Exteriores de Ecuador, 1938
- Su Alteza Real el Príncipe Wan Waithayakon de Siam, 1938
- Henry Ford recibió la Gran Cruz del Águila Alemana en su 75 cumpleaños, el 30 de julio de 1938.[2][5]
- General Ljubomir Marić, Ministro de Defensa yugoslavo, 21 de noviembre de 1938.[6]
- Ivo Andrić recibió la Gran Cruz del Águila Alemana el 19 de abril de 1939.[7]
- El explorador sueco Sven Hedin recibió la Gran Cruz de la Orden del Águila Alemana en su 75 cumpleaños el 19 de febrero de 1940[8]
- El general Olof Thörnell, Comandante Supremo de las Fuerzas Armadas Suecas, recibió la Gran Cruz de la Orden del Águila Alemana el 7 de octubre de 1940.
- El banquero y líder industrial sueco Jacob Wallenberg, galardonado con la Gran Cruz de la Orden del Águila Alemana, Berlín 1941. Centro Nacional de Registros de Washington, Suitland, Maryland; WNRC, RG 84, Legación de Estocolmo Archivos confidenciales 1946-1947, Casilla 4, Legación estadounidense, Estocolmo, al Departamento de Estado (N.º 7447), 09-10-1946.
- Achille Starace, secretario del Partido Fascista de Italia.
- Jozef Tiso, sacerdote católico, presidente de la Primera República Eslovaca.[9]
- Serafino Mazzolini, Ministro de Asuntos Exteriores, Partido Fascista de Italia, 1943.

### Otras clases
Entre los oficiales españoles distinguidos, véase la orden de 4 de marzo de 1940. Número otorgado desconocido. 

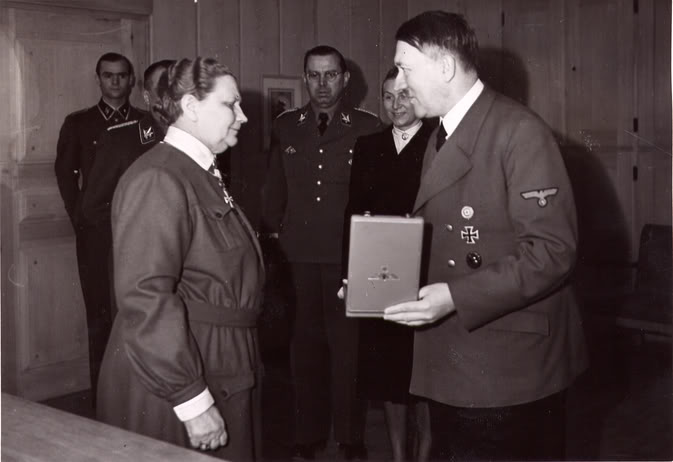
Fanni Luukkonen siendo premiada por Adolf Hitler el 19 de mayo de 1943.

- Emil Kirdof, director del consorcio industrial Gelsenkirchen (otorgado por Hitler el 8 de abril de 1937).[cita requerida]
- Thomas J. Watson, presidente de IBM, 1937. Watson también fue presidente de la Cámara de Comercio Internacional en 1937; la medalla fue otorgada mientras la CCI se reunía en Alemania ese año.[11]
- Ernest G. Liebold, secretario privado de Henry Ford, recibió la Orden del Águila Alemana de 1.ª clase en septiembre de 1938.[12]
- Charles Lindbergh recibió la Orden del Águila Alemana con Estrella el 19 de octubre de 1938.[2]
- James D. Mooney, director ejecutivo de General Motors por operaciones en el extranjero, recibió la Orden del Águila Alemana de 1.ª clase.
- Giovanni Gentile, Caballero de la Orden del Águila Alemana 2.ª clase alemana (julio de 1940).
- Ingeniero Ugo Conte, ingeniero jefe de Roma, recibió la Orden del Águila Alemana de 2.ª clase el 16 de diciembre de 1938 por su equipo líder en la construcción de la primera autopista alemana.
- El ministro de Defensa finlandés, Rudolf Walden, recibió la Gran Cruz de la Orden del Águila Alemana.[13]
- La líder finlandesa de la organización Lotta Svärd Fanni Luukkonen recibió la Orden del Águila Alemana con Estrella en 1943. Ella fue la única mujer no alemana en recibir la medalla.[14]